# مجهر فوقي

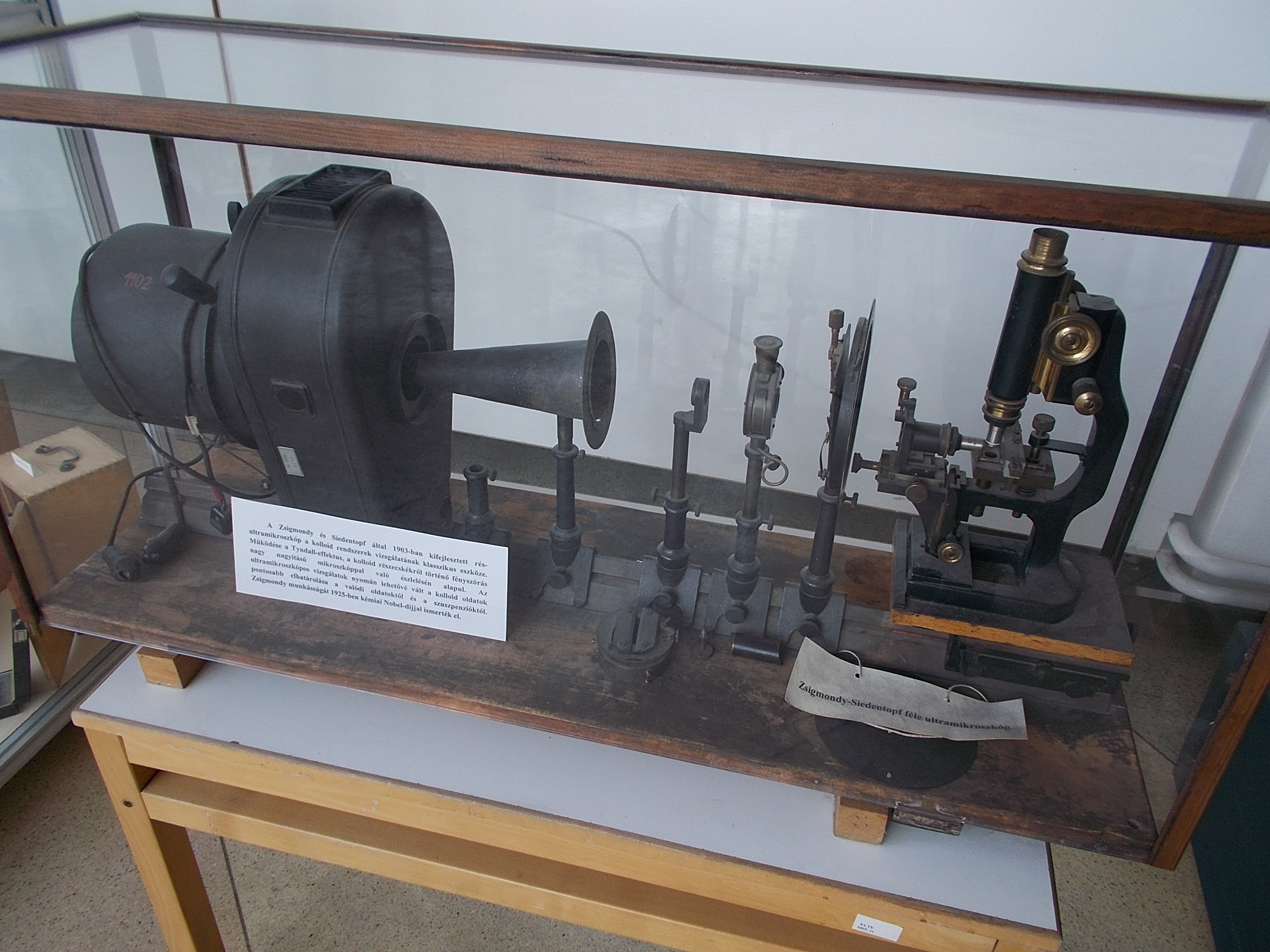

المجهر الفوقي (بالإنجليزية: Ultramicroscope) هو مجهر فائق الدقة ذو إضاءة تسمح برؤية الجزيئات الدقيقة لتتم رؤيتها بواسطة المجهر العادي.